# Grethe Kausland
Grethe Kausland (Horten, Vestfold 3 de julho de 1947 - 16 de novembro de 2007) foi uma cantora e atriz norueguesa. Enquanto ainda criança, ela foi uma das populares cantoras norueguesas. O seu single de estreia  “Teddyen min” de 1955, vendeu mais de 100.000 discos). Ela também participou em vários filmes enquanto era criança e depois mais tarde como adulta. Kausland representou a Noruega no Festival Eurovisão da Canção 1972 cantando o tema "Småting" com Benny Borg. A partir de 1973 ela cantou no grupo Dizzie Tunes.Em 1978 foi premiada com o  "Spellemannprisen" 1978 pelo seu álbum  A Taste of Grethe Kauslande Leonardstatuetten" 1991 por ter participado naquela revista teatral. Morreu em 2007 vítima de cancro)/câncer.

## Discografia

### Singles na gravadora Columbia (quando era criança)
- 1955: "Teddyen min"/"Cowboyhelten"
- 1956: "Den lille kjøkkenskriver"/"Jeg vil gifte meg med pappa" (with Frank Robert)
- 1956: "Maria Fly-fly"/"Eventyrswing"
- 1956: "Grethemor"/"Dukkestuen"
- 1956: "Til Nisseland"/"Ding-dong"
- 1957: "Min lille mandolin"/"Kjære lille vov-vov"
- 1957: "Hipp Hurra!"/"Lolly Poll"
- 1958: "Lillesøster"/"Musefest i kjelleren"
- 1959: "På tivoli"/"Pappas lille pike"
- 1960: "Souvenirs"/"Conny"
- 1960: "Det finns millioner"/"Europa Non Stop"
- 1963: "Gullregnen"/"Ønskedrømmen"
- 1964: "Hjerte"/"Hvis jeg var gutt"

### Álbuns
- Grethe gjennom 10 år (Columbia, 1964)
- A Taste of Grethe Kausland (Troll, 1978)
- Grethe synger Lille Grethe (Troll, 1979)
- Stay With Me (Troll, 1984)
- Jazzway to Norway (1991) (com vários artistas)

## Filmografia
- Smuglere i smoking (1957)
- Selv om de er små (1957)
- Far til fire og onkel Sofus (1957)
- Far til fire og ulveungerne (1958)
- Ugler i mosen (1959) (realizado por by Ivo Caprino)
- To på topp (1965)
- Tut og kjør (1975)
- Vi spillopper (1979)
- Over stork og stein (Stork Staring Mad, 1994)
- Solan, Ludvig og Gurin med reverompa (Gurin com the Foxtail, 1998) (voz)

## Séries de televisão
- D'ække bare, bare Bernt (1996)
- Karl & Co (1997-2000)
- Jul i Blåfjell (1999) (premiada com o Gullruten 2000 paraBest TV drama, e Spellemannprisen 1999 paraO melhor álbum infantil".
- Jul på månetoppen (2002)
- Brødrene Dal og mysteriet med Karl XIIs gamasjer (2005) (Mini série televisiva)
- Hos Martin (2005 episode)